# Hoolock hoolock
Hoolock hoolock (Хулок західний) — вид приматів з роду Hoolock родини Гібонові.

## Поширення
Цей вид зустрічається у східному Бангладеші, північно-східній Індії і на північному заході М'янми. Населяє тропічні вічнозелені дощові ліси, вічнозелені і напів-вічнозелені ліси, тропічні змішані листяні ліси і субтропічні широколистяні пагорбові ліси. Помічений на плантаціях. Був зафіксований на висотах до 2500 м.

## Морфологія
Довжина голови й тіла: 45-64 см, вага: 5.5 - 5.6 кг. Статі близькі за розмірами, а от забарвленням густої шерсті помітно відрізняються. Дорослі самці чорного кольору з контрастним білим лобом. Самиці мідно-коричневі, з темно-каштановим волоссям з боків обличчя та на грудях. Діти мають сіро-білий колір хутра з жовтим відтінком при народженні, який перетворюється на чорний з віком. У період статевого дозрівання, хутро самиць блідне, в той час як самці залишаються незмінними. 

## Стиль життя
Переважно плодоїдний. Утворюють моногамні пари, які можуть залишитися разом протягом багатьох років. Однак вірність не є абсолютною, оскільки обидва члени пари можуть злучатися з іншими особинами. Кожна пара разом з потомством займає територію, яку захищає вигуками. Самиця народжує одне дитинча кожні 2.5—3 роки. Дитина залишається у сім'ї протягом семи-десяти років. По досягненні зрілості, батько чи мати тієї ж статі буде діяти агресивно по відношенню до потомка, поки він не вийде з групи.

## Загрози та охорона
Загрозами є втрати місць проживання, фрагментації, втручання людини і полювання. Цей вид занесений в Додаток I СІТЕС. Проживає у ряді ПОТ.